# Ráncdalfesztivál
A Ráncdalfesztivál az Irigy Hónaljmirigy hetedik nagylemeze, amelyet 2000-ben adtak ki. A cím egyértelmű szójáték a Táncdalfesztivál nevével. Az album megszerezte az 1. helyet a Mahasz Top 40 lemezeladási listán. Összesen 31 hétig szerepelt a listán és dupla platinalemez lett, ami akkor 100 000 eladott hanghordozót jelentett. A Ráncdalfesztivál az együttes történetének legsikeresebb albuma.
Ezen a lemezen a táncdalfesztiválok legnépszerűbb előadóit parodizálták ki, a fiktív, azonos című rendezvényen. Az utolsó két szám különlegesség, mert azok már nem a Ráncdalfesztivál közben játszódtak (az esemény véget ért a Huncut karnevál című szám után). Az egyikben az akkori rajzfilmek főcím dalait parodizálták ki, míg a másikban a csapat az akkori összes albumuk dalaiból válogatott és gyúrta őket össze egyetlen mixbe: Mirigy klubkoktél.

## Az album dalai
1. Kócos fürtjeim
2. Nem tetszik semmi meló
3. Felejts el engem
4. Huncut karnevál
5. Rajzfilm slágerek Mirigy módra
6. Mirigy klubkoktél